# Petru Condrea
Petru Condrea (n. 7 ianuarie 1888, Bârlad – d. 13 decembrie 1967, București) a fost un medic român, profesor de microbiologie la Facultatea de Medicină din Iași.

## Biografie
Petru Condrea s-a născut la Bârlad într-o familie de institutori. Absolvent al Liceului „Gheorghe Roșca Codreanu” din orașul natal, s-a înscris la Facultatea de Medicină din București ale cărei cursuri le-a urmat între anii 1906-1911. A fost interesat de microbiliogie încă din perioada studiilor medicale si a participat, în 1913, la campania antiholerică din Bulgaria. Începând cu anul următor lucrează, sub conducerea lui Ioan Cantacuzino, la pregătirea tezei de doctorat în Laboratorul de medicină experimentală și obtine titlul de „Doctor în medicină și chirurgie” în 1915. În anii următori își continuă pregătirea în domeniul microbiologiei la Institutul de Anatomie Patologică al Universității din Berlin și la Institutul de Anatomie Patologică al Universității din Paris. Începe cariera didactică în 1918, ca preparator la Catedra de Medicină Experimentală a Facultății de Medicină din București, și parcurge toate treptele ierarhiei universitare, în paralel cu activitatea desfașurată la Institutul „I. Cantacuzino” ca șef de secție.
În 1946 a fost numit profesor la Catedra de Bacteriologie a Facultății de Medicină din Iași, continuând, în paralel, și activitatea de cercetare în domeniile virusologiei și microbiologiei. Petru Condrea a fost un specialist recunoscut în producția de seruri și antitoxine și a realizat vaccinul antitularemic. Începând cu anul 1950 a organizat și condus filiala din Iași a Institutului „I. Cantacuzino”. I s-a acordat titlul de „Medic emerit” în 1954. Profesorul Condrea s-a retras din învățământ în 1958 însă a continuat munca de cercetare la Institutul „Ioan Cantacuzino” din București.

## Distincții
- titlul de „Medic Emerit al Republicii Populare Romîne” (25 august 1954) „pentru merite excepționale și realizări deosebite în domeniul ocrotirii sănătății oamenilor muncii”[5]